# Artabotrys scytophyllus
Artabotrys scytophyllus este o specie de plante angiosperme din genul Artabotrys, familia Annonaceae. A fost descrisă pentru prima dată de Friedrich Ludwig Diels, și a primit numele actual de la Alberto Judice Leote Cavaco och Monique Keraudren. Conform Catalogue of Life specia Artabotrys scytophyllus nu are subspecii cunoscute.